# Hadena tolimae
Hadena tolimae là một loài bướm đêm trong họ Noctuidae.